# Mercedes-Benz Clasa E
Mercedes-Benz Clasa E este o gamă de mașini executive comercializate de producătorul german de automobile Mercedes-Benz în diverse configurații de motor și caroserie de-a lungul a cinci generații. Produs din 1953, Clasa E se încadrează în clasa medie în gama Mercedes.